# Kondotier

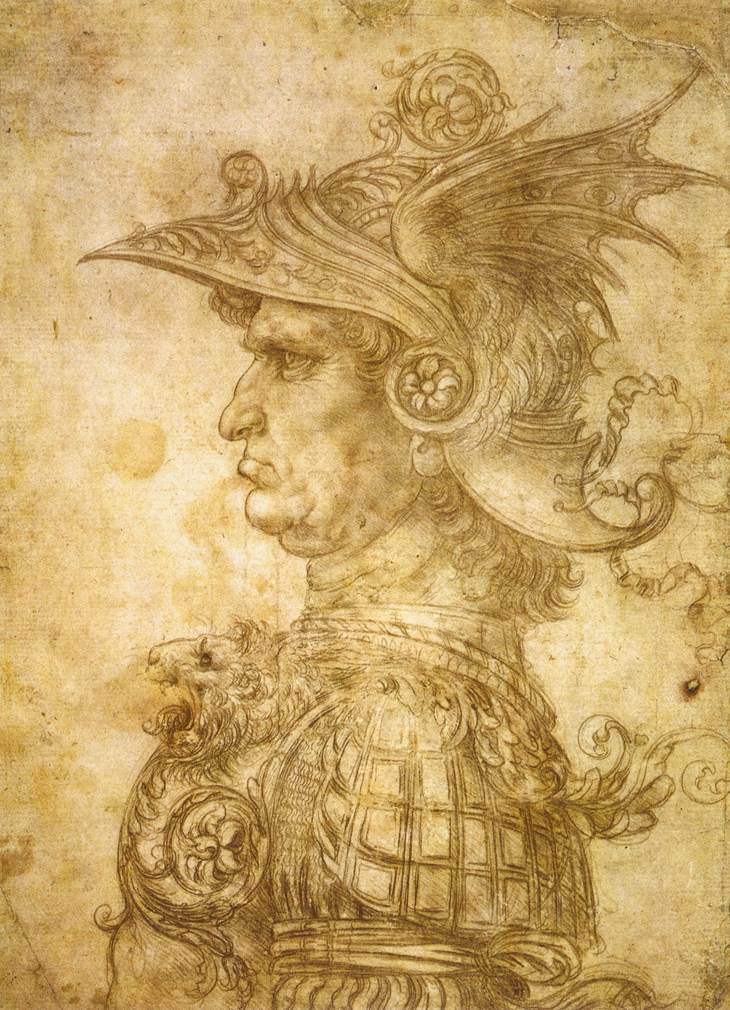
Il Condottiero, 1480 (Leonardo da Vinci)

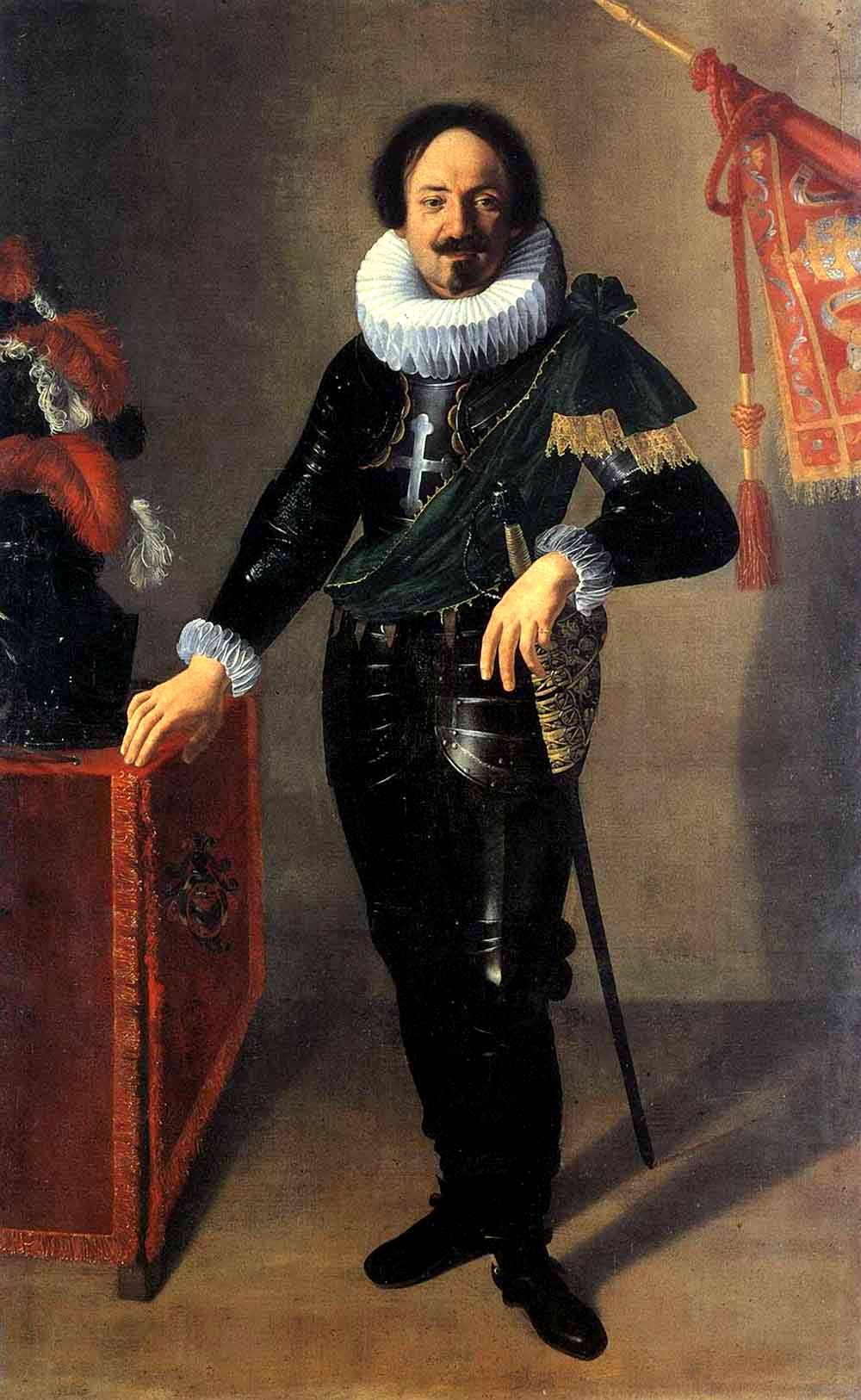
XVII-wieczny Condottiero (Artemisia Gentileschi)

Kondotier (wł. condottiere) – dowódca oddziałów wojsk najemnych w okresie od XIV do XVI wieku, w służbie miast lub dworów książęcych, który na własny rachunek werbował ludzi do swojego oddziału.
Zdaniem Giovanniego Villaniego, kronikarza florenckiego, ojcem najemników był Roger z Flor, były templariusz, który dowodził katalońskim oddziałem w służbie bizantyjskiego cesarza Andronika II Paleologa. W Italii pierwsi najemni żołnierze pojawili się w latach 60. XIII wieku. Po bitwie pod Buonconvento w armii Gwelfów pojawiły się pierwsze oddziały kawalerii z Francji i Prowansji. Kampania włoska cesarza Henryka VII Luksemburskiego z 1310 w znaczącym stopniu opierała się na oddziałach flamandzkich, brabanckich i niemieckich. Znaczącymi dowódcami najemników w tym czasie byli Katalończycy William della Torre i Diego de Rat i Niemiec Werner von Urslingen. Werner von Urslingen swój oddział trzech tysięcy najemników, skaptowanych spośród weteranów wojen prowadzonych między miastami włoskimi, nazwał Wielką Kompanią. Struktura tego oddziału, na którego czele stał dowódca najmujący żołnierzy, a który dowodził wspólnie z radą podkomendnych, była powielana przez kolejnych kondotierów. U boku Wernera wyrósł słynny kondotier Montreal d'Albarno, były mnich, zwany przez współczesnych Fra Moriale. W Toskanii od lat 60. XIII wieku w armiach służyli zagraniczni najemnicy. Z czasem oddziały tworzone przez kondotierów używane były w innych krajach europejskich, m.in. w krainach niemieckich, w Czechach czy w Austrii.
Sławnymi kondotierami byli m.in.: John Hawkwood, Facino Cane, Braccio da Montone, Angelo Broglio, Alberico da Barbiano, Muzio Attendolo Sforza, Bartolomeo Colleoni, Malatesta da Verucchio, Gattamelata, Niccolò Piccinino, Giovanni Vitelleschi, Francesco Bussone, Cesare Borgia i Jan Jiskra.
W Polsce korzystano z usług kondotierów tylko w czasie wojny trzynastoletniej i byli nimi: Ulryk Czerwonka i Bernard Szumborski.